# Црква Свете Софије у Софији
Света Софија је ранохришћанска православна црква и традиционална катедрала у Софији, која је граду дала име.
Црква традиционално нема звоно и звоно је и даље окачено на дрво. Архитектура цркве је допадљива и није византијска. Црква је набијена невероватном семантиком јер је овде издат Галеријев едикт толеранције. Овде је одржан и Пети помесни сабор.
На источној страни цркве је гробница Ивана Вазова.